# Blingon
Blingon (eller blågon) Vaccinium myrtillus x vitis-idaea är en växt som uppkommit genom hybridisering mellan blåbär och lingon. Bladen har samma ljust gröna färg som blåbärsrisets och är läderartade som lingonrisets. Bären är lila och inte särskilt välsmakande.
Hybriden är känd sedan 1826 i Tyskland och 1871 i Storbritannien. I Sverige har den rapporterats från ett fåtal platser men mycket sällan med bär. I Bohuslän hittades ett bestånd med bär 1998. Den har även hittats i Danmark, Ryssland och Polen.